# James Andrew Joseph McKenna
James Andrew Joseph McKenna (* 1. Januar 1862 in Charlottetown, Prince Edward Island; † 30. Mai 1919 in Victoria, British Columbia) war Jurist, Chefinspekteur der Indianeragenturen in der kanadischen Provinz Manitoba und in den Nordwest-Territorien, Inspektor der römisch-katholischen Schulen der Prärieprovinzen und handelte mehrere Verträge mit den First Nations und den Métis aus. Er galt als scharfer Verfechter einer strikten Assimilierungspolitik.

## Angestellter im Ministerium für Indianerangelegenheiten
McKennas Eltern waren der Händler James McKenna und Rose Ann Duffy. Ab 1887 arbeitete er für das Department of Indian Affairs und wurde 1888 Privatsekretär des Superintendent General Sir John A. McDonald. Während dieser Zeit studierte er Rechtswissenschaften, was ihn für die späteren Vertragsverhandlungen, von denen er zahlreiche führte, prädestinierte. Am 7. August 1888 heiratete er Mary Joanna Josephine Ryan in Ottawa, die ihm fünf Töchter und zwei Söhne schenkte.

## Ausbildung
McKenna besuchte die für Katholiken vorgesehene St Patrick’s-Schule und das St Dunstan’s College. Für kurze Zeit arbeitete er bei der Prince Edward Island Railway und versuchte sich als Journalist. Am 11. März 1886 wurde er einfacher Angestellter (third-class clerk) im Privy Council Office, dem kanadischen Kronrat.

## Ministerium für Indianerangelegenheiten
Bereits am 23. Mai 1887 wechselte er ins Department of Indian Affairs. Dort wurde er Privatsekretär des späteren Premierministers John A. Macdonald und stieg zum second-class clerk auf.
1897 übernahm der Nachfolger McDonalds, Clifford Sifton, McKenna als Privatsekretär. McKenna übernahm zunehmend die Verhandlungen mit British Columbia im Zusammenhang mit den Eisenbahnbauten und den davon betroffenen Indianern. Während dieser Zeit stieg er 1898 vom second-class zum first-class clerk auf, also einem Angestellten in höherer Stellung.
Im folgenden Jahr begleitete er die Indian Commissioner David Laird und James Hamilton Ross von den Nordwest-Territorien, um Verhandlungen im Athabasca-Distrikt in Alberta und im Nordwesten British Columbias zu führen, wo Goldschürfer am Klondike River für berechtigte Unruhe unter den dortigen indigenen Gruppen sorgten. Während McKenna sich weitgehend an die Vertragsvorlagen früherer Verhandlungen hielt, schlug er hier vor, individuelle Besitzrechte (severalties) auszuhandeln und weniger Reservate, die kollektiv einer ethnisch definierten Gruppe (tribe oder band) gehörten. Mit seinem Vorschlag, den Indianern keine Jahresgelder mehr zu zahlen, sondern sie mit einer einmaligen Summe abzufinden, stieß er jedoch bei Sifton auf Ablehnung. Vertrag Nr. 8 der Nummerierten Verträge wurde ausgehandelt und unterzeichnet, wobei McKenna Fort St. John in British Columbia, Fort Dunvegan in Alberta, sowie Fort Chipewyan und Fort McMurray besuchte, um die Umsetzung der Verträge zu überwachen. Ähnliche Verhandlungen folgten in den nächsten Jahren mit den Métis (1901 bis 1904), die McKenna überwiegend allein führte.
Sifton schlug McKenna vor, den Indian Commissioner Laird im Westen zu vertreten, da dieser zu alt für die strapaziösen Reisen wäre. So wurde McKenna zum Assistant Indian Commissioner und zum Chefinspekteur der Indianeragenturen in Manitoba und den Nordwest-Territorien. Sein Hauptquartier war nun Winnipeg.
Als Alberta und Saskatchewan 1905 zu Provinzen erhoben wurden, musste Ottawa sein Verhältnis zu den Ureinwohnern neu regeln, d. h. vor allem zu denen, die noch keinen Vertrag hatten. So führte McKenna 1906 Verhandlungen mit Cree und Ojibwa (Vertrag Nr. 10) sowie mit den Métis, reiste jedoch bereits im August aus Furcht vor dem Wintereinbruch vor Ende der Verhandlungen ab.
Er war einer der schärfsten Vertreter des Internatssystems mit seinen harten Reglementierungen und seinem Ziel, die Indianer umzuerziehen (vgl. Residential Schools (Kanada)). Auch bekämpfte er traditionelle Tanzaufführungen und das Erscheinen der Ureinwohner bei Ausstellungen.
McKenna sah sich zu dieser Zeit bereits als Lairds Nachfolger, verlangte mehr Autonomie für die Behörde, doch wurde er 1909 übergangen, bzw. das Büro wurde einfach geschlossen. Stattdessen wurde er Inspektor der römisch-katholischen Schulen der Prärieprovinzen und blieb in Winnipeg, wobei er mit einem Jahresgehalt von 2.600 Dollar einer der bestbezahlten Angestellten des Indianerministeriums war.

## Königliche Kommission (McKenna-McBride-Kommission)
Ab dem 24. Mai 1912 wurde er der führende Kopf der McKenna-McBride-Kommission, die in den folgenden Jahren mit den Indianern British Columbias verhandelte. Zugleich verhandelte er mit der Provinz, die verlangte, dass jedes eingezogene Reservatsstück an die Provinz fallen sollte. Die Kommission legte 1916 einen Bericht mit Vorschlägen vor, die 1923 in weiten Teilen akzeptiert wurden, jedoch mit der Einschränkung, dass der Konsens der Indianer nicht eingeholt werden musste.
McKenna, der sich des Öfteren über die Höhe seines Jahresgehalts von inzwischen 4.000 Dollar beklagte, und der eine angemessene Position in der westlichsten Provinz verlangte, stieß offenbar damit seine Vorgesetzten vor den Kopf. Dennoch erhielt er den Auftrag, die Berichte zu ordnen und zur Publikation vorzubereiten. Duncan Campbell Scott, der Deputy Superintendent General und damit Vorgesetzte McKennas, kündigte ihm zum 1. April 1917. Offenbar hatte er wegen seiner großen Familie noch lange die Hand über ihn gehalten.

## Privatier
So trat McKenna von seinem Posten zurück, mischte sich aber weiterhin in die Indianerpolitik ein, indem er in Zeitungen Artikel publizierte, die Vorschläge enthielten, die Scott die Verhandlungen erschwerten – so z. B. im Daily Colonist. 1919 starb McKenna an einem Herzinfarkt.

## Weiterführende Informationen